# شعاب كوريكا المرجانية
تشكل شعاب كوريكا المرجانية مجموعة من الصخور الإيطالية الموجودة في البحر التيراني، في كالابريا في فرازيون بكوريكا.

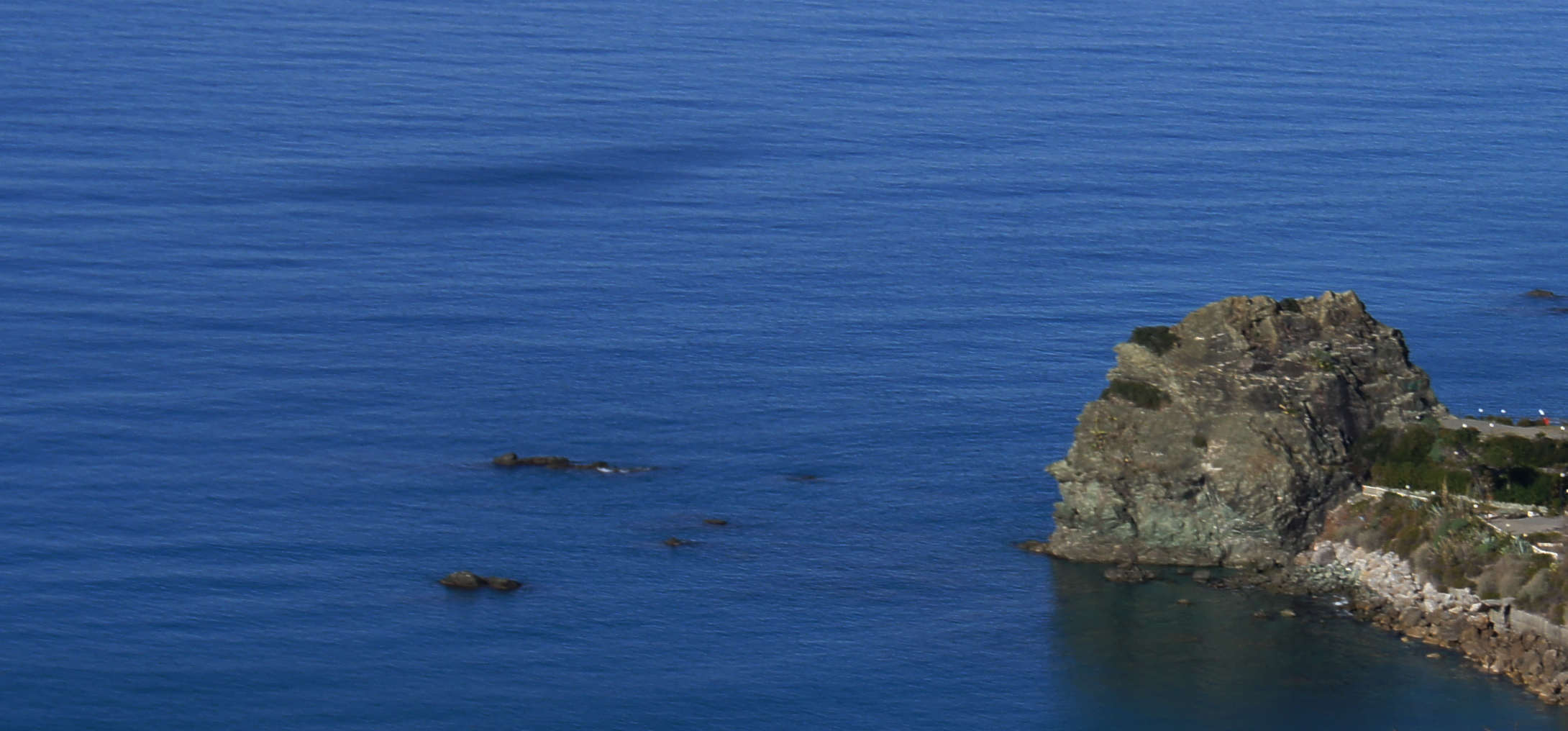
الشعاب المرجانية ينظر إليها من كولي ديلي أوليفي

هم مجموعة من عشرة صخور: كابوتو (أكبرها)، فورميكا، جيناريو، لونغارنو، بيكيريلو، تيرول (المعروف أيضا باسم بايرولا) وأربعة سكاجلي دا فنتانا لديهم منطقة توزيع من «لا تونارا» القريبة من حافة هواء البحر في القرية الرئيسية في كوريكا.
كابوتو هي الأكبر منها بمساحة 50 مترًا مربعًا (540 قدمًا مربعة)، وهي تستخدم أساسًا في الغوص وللتصوير الفوتوغرافي للهواة والتصوير السينمائي.
خلال الستينيات والسبعينيات والثمانينيات من القرن العشرين، كانت وجهة للهواة والمصورين، والمياء من الأحداث البيئية مثل LIPU للحيوانات البحرية الضخمة التي اختفت تماما الآن.
ينتمي إداريا إلى امانتيا، والبلدية الإيطالية في مقاطعة كوزنسا.